# Чемпионат мира по шоссейным велогонкам 2019 — индивидуальная гонка (женщины)
Индивидуальная гонка с раздельным стартом у женщин  на чемпионате мира по шоссейному велоспорту 2019 года прошла 24 сентября в британском Харрогейте. Победу одержала американская велогонщица Хлоя Дайгерт-Оуэн.

## Участники
Страны-участницы определялись на основании рейтинга UCI World Ranking. Максимальное количество гонщиков в команде не могло превышать 2 человек при условии что один из них участвует в групповой гонке. Помимо этого вне квоты могли участвовать действующие чемпионы континентальных чемпионатов. Всего участие приняло 53 участницы из 39 стран.
| Национальные сборные (39)- Аргентина - Австралия - Австрия - Бельгия - Беларусь - Бразилия - Канада - Кипр - Чехия - Дания - Эритрея - Испания - Эфиопия - Франция - Великобритания - Германия - Ирландия - Исландия - Израиль - Италия - Япония - Кувейт - Латвия - Мексика - Нидерланды - Норвегия - Новая Зеландия - Парагвай - Польша - ЮАР - Россия - Словения - Швейцария - Швеция - Китайская Республика (Тайвань) - Тринидад и Тобаго - Украина - США - Узбекистан |
| |

## Маршрут
Старт располагался в Норталлертоне. Далее трасса шла через Уормалд-Грин, Рипли, Бирствит, Хампстхвуэйт и финишировала в Харрогейте. Последний километр сначала включал на протяжении 400 метров три резких поворота, после чего начиналась финишная прямая длинной 600 метров шедшая в подъём (на первых 100 метрах градиент в 4%).
Общая протяженность маршрута составила 32 километра.

## Результаты
| \| Генеральная классификация \| Генеральная классификация \| Генеральная классификация \| Генеральная классификация \| Генеральная классификация \| \| Гонщик \| Гонщик \| Команда \| Время \| \| \| ------------------------- \| ------------------------- \| ------------------------- \| ------------------------- \| ------------------------- \| \| 1-й \| Хлоя Дайгерт \| США \| 42' 11 \| \| \| 2-й \| Анна Ван дер Брегген \| Нидерланды \| + 1' 33 \| \| \| 3-й \| Аннемик ван Влётен \| Нидерланды \| + 1' 54 \| \| \| 4-й \| Эмбер Небен \| США \| + 2' 39 \| \| \| 5-й \| Лиза Кляйн \| Германия \| + 2' 42 \| \| \| 6-й \| Марлен Рёссер \| Швейцария \| + 3' 03 \| \| \| 7-й \| Леа Томас \| США \| + 3' 14 \| \| \| 8-й \| Люсинда Бранд \| Нидерланды \| + 3' 16 \| \| \| 9-й \| Алёна Омелюсик \| Беларусь \| + 3' 18 \| \| \| 10-й \| Лиза Бреннауэр \| Германия \| + 3' 21 \| \| |                      |            |         |
| |                      |            |         |
| Источник: ProCyclingStats |                      |            |         |
| Генеральная классификация |                      |            |         |
| Гонщик | Гонщик               | Команда    | Время   |
| 1-й | Хлоя Дайгерт         | США        | 42' 11  |
| 2-й | Анна Ван дер Брегген | Нидерланды | + 1' 33 |
| 3-й | Аннемик ван Влётен   | Нидерланды | + 1' 54 |
| 4-й | Эмбер Небен          | США        | + 2' 39 |
| 5-й | Лиза Кляйн           | Германия   | + 2' 42 |
| 6-й | Марлен Рёссер        | Швейцария  | + 3' 03 |
| 7-й | Леа Томас            | США        | + 3' 14 |
| 8-й | Люсинда Бранд        | Нидерланды | + 3' 16 |
| 9-й | Алёна Омелюсик       | Беларусь   | + 3' 18 |
| 10-й | Лиза Бреннауэр       | Германия   | + 3' 21 |